# Nationalencyklopedin

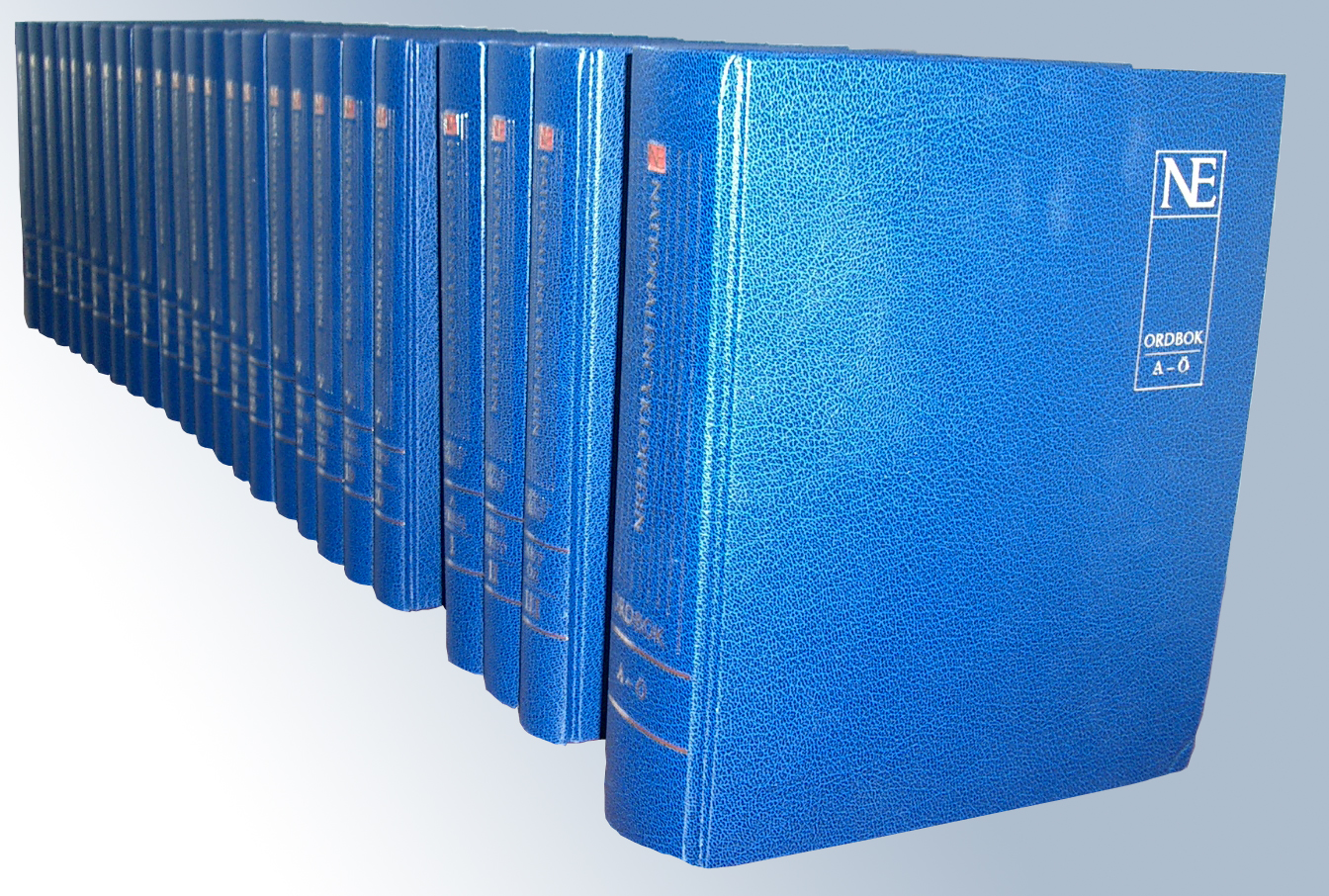
Band 1–20, tre supplement och Nationalencyklopedins ordbok (NEO).

Nationalencyklopedin ([natɧʊˇnɑːlɛnsʏklʊpɛˌdiːn]), förkortas ofta NE, är ett uppslagsverk. Perioden 1989–1996 gav förlaget Bra Böcker AB ut det som band. De ursprungliga tjugo banden innehåller 12 700 sidor med 170 000 uppslagsord och tillsammans 100 miljoner tecken. Det är därmed det tredje mest omfattande tryckta uppslagsverket på svenska genom tiderna, efter Nordisk familjebok och Svensk uppslagsbok.

## Historia

### Bakgrund och ursprunglig utgivning
I 1980-talets svenska kulturdebatt diskuterades bristen på ett modernt uppslagsverk, en ”stor encyklopedi” på svenska. En statlig utredning tillsattes och presenterades som ett betänkande av Uppslagsverkskommittén i SOU 1980:26 Mot bättre vetande. Regeringen uppdrog genom beslut 21 februari 1985 åt Kulturrådet: "... att med vissa förutsättningar inleda anbudsförhandlingar." Det resulterade i en upphandling med statligt garantilån. Avtal slöts i augusti 1985 med förlaget Bra Böcker AB i Höganäs, som fick ett lån beviljat på 17 miljoner kronor av Sveriges riksdag. Tack vare god försäljning lyckades förlaget återbetala lånet helt i december 1990.
Framtagningen av Nationalencyklopedin har kantats av kontroverser. Satsningen på en stor encyklopedi i tjugo tryckta band var redan från början kontroversiell. På 1980-talet började nämligen datorer bli ett alternativ för framtidens kunskapsförmedling.[källa behövs] Många förvånades över att upphandlingen vanns av Bra Böcker, som av vissa betraktades som ett bokklubbsförlag med andraklassens uppslagsverk (Bra Böckers Lexikon, sedan 1971, som dock var encyklopediskt standardverk på svenska bibliotek), ”veckotidningsförlaget i bokform”. Den första chefredaktören, Bi Puranen, avgick i januari 1987 efter interna stridigheter, och hennes namn finns inte med i det tryckta verket; i stället anges Kari Marklund som chefredaktör för banden 1–11 och Christer Engström för banden 12–20.
Fyra år efter utgivningen av band 20 kom första supplementet ut, åtföljt av ytterligare två band numrerade med romerska siffror I–III. Chefredaktör för supplementbanden var Arne Ekman. Supplementen innehåller:
- Rättelser till banden 1−20
- Aktualiserade data till förändrade uppgifter
- Nya uppslagsord (särskilt flaggade Ny), som saknas i banden 1−20

Efter ett antal utgivna band av verket hamnade Bra Böcker dock i ekonomiska svårigheter, och ett tag fanns en risk för att fortsatt utgivning av ytterligare band måste ställas in, och verket därmed skulle bli ofullbordat. Hotet kunde emellertid avvärjas, och utgivningen av verket fullbordas. Bra Böcker bytte dock samtidigt (1994) ägare.

### Uppslagsverk och bolag
Nationalencyklopedin har utgivits i flera olika bindningar, bland annat i konstläder och som halvfranskt och helfranskt band.
Det första bandet kom ut 5 december 1989 och det avslutande tjugonde bandet kom ut 8 augusti 1996. Dessutom trycktes tre supplementband. Under sin utgivning hade verket 54 000 abonnenter.
Det ursprungliga tryckta uppslagsverket har kompletterats med versioner på cd-rom (1997; den finns för såväl PC- som Macintosh-familjerna), dvd (1998), Internet (2000), kompaktutgåvor i tre band (2008) och tjugo band (ny utgåva, 2009) och kompletterande utgivning av ordböcker (1995–2004), årsböcker, supplementband med mera.
Från september 2000 (årsband 25) ligger verksamheten i ett eget aktiebolag, NE Nationalencyklopedin AB. Totalt har (enligt egen uppgift) NE drygt 3 000 skribenter, vilket fram till 2012 och inklusive alla versioner av NE ska ha utökats till 4 500. Chefredaktör för senare böcker i NE-serien var Arne Ekman, som i olika befattningar medverkat i NE-redaktionen redan från första början. Chefredaktör var 2014 Jonas Gruvö, och biträdande redaktionschef Per Söderberg.

### Pris och upplaga
Nationalencyklopedin instiftade Kunskapspriset år 2002. År 2012 ersattes priset med Nationalencyklopedins kunskapsstiftelse som i stället delar ut stipendier till projekt som bidrar till ökad kunskap och involverar barn och ungdomar.
Totalt såldes 180 000 tryckta exemplar av uppslagsverket. Idag finns uppslagsverket, tillsammans med Nationalencyklopedins övriga kunskapstjänster, tillgängliga på NE.se.

## Annan utgivning

### Ordbok

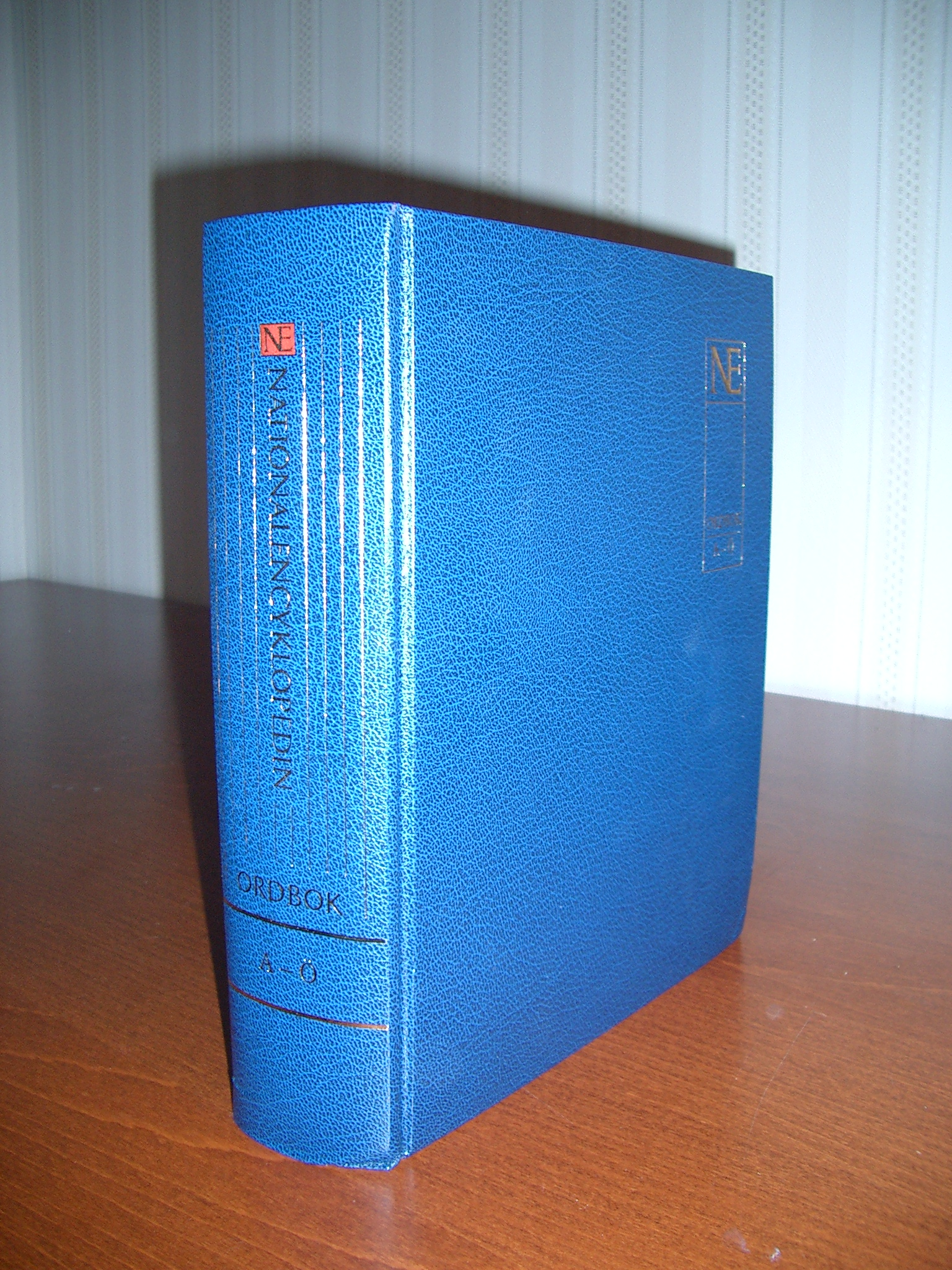
Nationalencyklopedins ordbok.

Nationalencyklopedins ordbok (NEO) utgavs av institutionen Språkdata vid Göteborgs universitet under redaktion av Svenska Akademiens dåvarande ständige sekreterare, professor emeritus Sture Allén. Den kom i tre band mellan åren 1995 och 1996. Den senaste upplagan av ordboken är dock endast ett band och gavs ut år 2004.

### Årsbok
Bra Böcker tog 1992 över utgivningen av årsboken Året i Focus, som var ett supplement till uppslagsverket Focus, och den slogs samman med Bra Böckers Årsbok. Från årgång 1992 (utgiven i början av 1993) har båda verken samma innehåll, vars stil påminner om Året i Focus 1991, men ges ut i var sitt omslag. Bra Böckers Årsbok 1992 har även namnet ”Nationalencyklopedin” på omslaget. Från 1996 används även titeln Nationalencyklopedins årsbok.

### CD och DVD
Sedan år 1997 har NE även funnits på cd-rom (sex cd-skivor) och sedan 1998 också på dvd-rom. År 2000 utgav NE mer avancerade versioner av uppslagsverket på dvd och cd.

### Webbversion
I maj 2000 öppnades webbplatsen ne.se med hela textinnehållet ur både uppslagsverket och ordboken, och utökat med nya artiklar. Tjänsten skyddas av lösenord och årsvisa abonnemang säljs till privatpersoner, bibliotek, skolor och företag. Utan lösenord kan man läsa några få inledande ord ur varje artikel. Några år senare tillkom NE för mobiltelefon för den som prenumererar på internettjänsten. Man får då tillgång till ett engelsk/svenskt-svensk/engelskt lexikon, förutom uppslagsverket.
Abonnemang till webbplatsen såldes bland annat via datortillverkare, men detta avvecklades under 2006 och 2007. 2012 hade nätversionen cirka 264 000 artiklar. Åren 2008–11 fanns även korta artiklar (gratis men annonsfinansierade), vilket ihop med övriga artiklar motsvarade 545 000 artiklar totalt.
År 2008 gjordes en nylansering av NE.se i uppdaterat format. Den nya utformningen utarbetades i samarbete med byråerna Forsman & Bodenfors och Monc. 22 oktober 2014 gjordes en ny relansering, med det uttalade målet att tillverka en webbtjänst som både fungerar för dator, surfplatta och smartmobil.
Webbversionen har senare också distribuerats till smartmobiler och surfplattor via en särskild app. Åtkomst via appen förutsätter dock ett personligt NE.se-konto kopplat till ett skolabonnemang.
NE.se hade hösten 2014 drygt 6 miljoner sidvisningar och drygt 2 miljoner unika besökare per månad. Som en jämförelse hade den kostnadsfria svenskspråkiga Wikipedia samtidigt cirka 100 miljoner sidvisningar per månad.

### Biografisk handbok

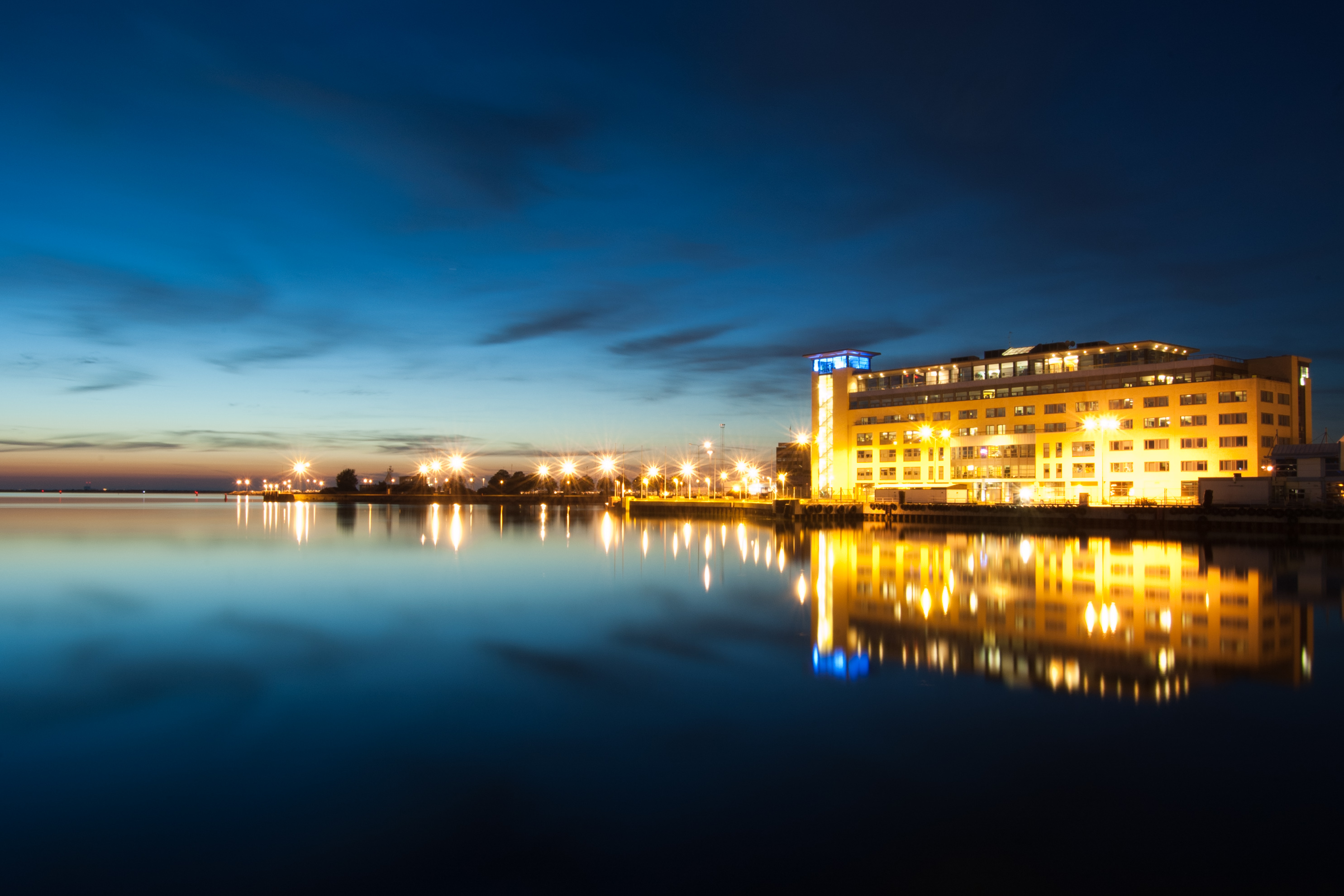
Nationalencyklopedin och flera systerbolag har adress vid Ångbåtsbron i Malmö.

Nationalencyklopedin övertog utgivningen av den biografiska handboken Vem är det från Norstedts förlag, som hade gett ut den ungefär vartannat år från 1912 till 2001. Årgången 2007 utkom på hösten 2006, men därefter har inga fler årgångar kommit. 
Inför utgivningen av Vem är det 2007 erbjöds de biograferade personerna möjligheten att bli strukna, vilket ledde till att flera viktiga namn saknas.

### Nya tryckta versioner
NE i tre band är ett kompakt lexikon i tre band, som NE lanserade inför Bok- & Biblioteksmässan i september 2008. Det består av 64 000 utvalda och nedkortade artiklar och 5 000 illustrationer (3 700 foton, 475 kartor, 900 teckningar) på 2 168 sidor fördelade på tre band. I genomsnitt är det 30 artiklar och två eller tre illustrationer per sida. Formatet är 23 × 28 centimeter och den grafiska utformningen i tre spalter är samma som i "stora NE".
Den 2 september 2009 kom första bandet av NE i tjugo band. Så lyder titeln på titelbladet, men utgåvan har även marknadsförts som ”nya Nationalencyklopedin”. Den har sålts tillsammans med Expressen och Dagens Nyheter, fram till januari 2010. Under våren 2011 har den erbjudits till försäljning till bland annat Sydsvenskans läsare. Banden har svart omslag med N på ryggen av det första, A på ryggen av det andra och så vidare, vilka tillsammans bildar ”NATIONALENCYKLOPEDIN”. Innehållet i NE i tjugo band är i stort sett detsamma som i NE i tre band. Viss aktualisering har skett, och fler illustrationer har tillkommit, men rent redaktionellt är det fråga om samma verk. 
Utseende och storlek skiljer dock. Sidorna har två textspalter, till skillnad mot de tre spalterna i klassiska NE och NE i tre band. Banden innehåller 4 536 sidor (224 per band), cirka 64 000 artiklar, cirka 5 000 illustrationer (inklusive 457 kartor, cirka 900 teckningar och över 500 tabeller och textrutor, varav 80 verkförteckningar, men priset är mycket lägre än klassiska stora NE – till och med lägre än för NE i tre band. Namnet ”nya NE” användes även om webbplatsen från 2008, i samband med en nylansering i uppdaterat format.

### Norstedts ordböcker
År 2015 förvärvades Norstedts ordboksavdelning. Det inkluderar utgivningen av tryckta och digitala ordböcker, liksom de anställda, befintliga affärssamarbeten och licensavtal. NE har i flera års tid haft licenssamarbete och kunnat erbjuda Norstedts ordböcker (åtminstone vissa av dem) på sin digitala plattform NE.se. Med köpet ökar NE:s fokus på läromedel, och NE deltog också med monter på 2015 års bokmässa i Göteborg, efter flera års frånvaro och nu för första gången bland läromedelsförlagen i C-hallen.
Köpet av Norstedts ordboksavdelning sker i ljuset av att Kooperativa Förbundet (KF) under flera års tid sökt sälja av de delar av koncernen som inte är direkt knutna till dagligvaruhandel. Under 2015 har KF även sålt sin bokhandelskedja Akademibokhandeln.

## Ägande och ekonomi
Under utgivningen av den ursprungliga pappersupplagan av Nationalencyklopedin producerades uppslagsverket som en enhet inom Bra Böcker. Sedan år 2000 ligger verksamheten inom ett eget aktiebolag: NE Nationalencyklopedin AB, som därefter utvecklat olika digitala versioner (CD, DVD, NE.se och via en "skol-app"). Sedan webblanseringen 2001 har denna stått för de största satsningarna, vid sidan av de två nya pappersupplagorna 2008 (3 tjocka volymer) och 2009 (20 tunna volymer). De båda pappersupplagorna – vilka såldes billigt och i stora upplagor till dagstidningsköpare – var dock ett ekonomiskt risktagande, och bolaget visade 2010/2011 förlustsiffror i bokföringen. Sedan 2010 har bolaget slutat sälja NE på papper. 
Numera[när?] kommer inkomsterna i bolaget framför allt från betalabonnemang på NE.se – från privatpersoner eller via kommunavtal. Man riktar särskilt in sig mot utbildningsväsendet, genom utvecklingen av särskilda funktioner och hjälpmedel för elever och lärare, liksom framtagandet av enklare varianter av många uppslagsord. 
År 2017 utökades affärsidén med att även omfatta digitala läromedel. Bolaget har därefter växt från en omsättning på 48 miljoner kronor år 2017 till 119 miljoner kronor år 2021. Samtidigt har antalet anställda ökat från 15 till 32.

## Källhänvisningar
1. ↑  ”Mot bättre vetande”. http://weburn.kb.se/metadata/146/SOU_7260146.htm. Läst 18 oktober 2016.
2. ↑  ”Regeringens proposition 1984/84: 141”. sid. 42. https://data.riksdagen.se/fil/A4D6309B-2DA3-4C79-94D4-CF570D604B0B. Läst 16 maj 2023.
3. 1 2 3  "Nationalencyklopedin" NE.se
4. ↑  Sven Lidman: Uppslagsboken och jag (1987), sidan 342.
5. ↑  Anno 1987 (1988), sidan 6.
6. ↑  Året i Focus 1989, sidan 182.
7. ↑  Anno 1996, sidan 140.
8. ↑  "Fakta om NE". NE.se. Läst 25 oktober 2014.
9. ↑  Hemmel, Marika (22 augusti 2009). ”NE satsar på nytt uppslagsverk – i 20 band”. Dagens Nyheter. http://www.dn.se/dnbok/dnbok-hem/ne-satsar-pa-nytt-uppslagsverk---i-20-band.
10. ↑  "Nationalencyklopedin". NE.se. Läst 2012-10-12.
11. ↑  ”Redaktionella medarbetare”. Nationalencyklopedin. http://www.ne.se/static/about/akt_red.jsp. Läst 25 oktober 2014.
12. ↑  ”Epok går i graven”. Realtid. https://www.realtid.se/epok-gar-i-graven/. Läst 5 februari 2014.
13. ↑  ”Nationalencyklopedin blir delvis gratis”. Dagens Nyheter. 17 november 2008. http://www.dn.se/kultur-noje/nationalencyklopedin-blir-delvis-gratis. Läst 17 november 2008.
14. ↑  ”Uppslagsverk dalar”, notis i Svensk Bokhandel, nr 18, 2009, sidan 13.
15. ↑  "Nationalencyklopedin". NE.se. Läst 5 februari 2014.
16. ↑  "Nationalencyklopedin". NE.se. Läst 25 oktober 2014.
17. 1 2  "Nationalencyklopedins nya design". Arkiverad 15 oktober 2014 hämtat från the Wayback Machine. Belowtheclouds.com, 2008-10-31. Läst 23 oktober 2014.
18. ↑  "Ny sajt". Arkiverad 25 oktober 2014 hämtat från the Wayback Machine. NE.se. Läst 23 oktober 2014.
19. ↑  "Skolapp". Arkiverad 14 februari 2014 hämtat från the Wayback Machine. NE.se. Läst 25 oktober 2014.
20. ↑  "How popular is ne.se?". Arkiverad 4 december 2015 hämtat från the Wayback Machine. Alexa.com. Läst 30 oktober 2014.
21. ↑  http://stats.wikimedia.org/EN/TablesPageViewsMonthlyCombined.htm Arkiverad 29 maj 2012 hämtat från the Wayback Machine. "Page Views for Wikipedia, All Platforms, Normalized".] Stats.wikimedia.org. Läst 30 oktober 2014. (engelska)
22. ↑  TT-Spektra (3 oktober 2006). ””Vem är det” i ny upplaga”. Svenska Dagbladet. http://www.svd.se/kultur/vem-ar-det-i-ny-upplaga_358092.svd.
23. ↑  ”DN utvecklar samarbetet med NE”. Dagens Nyheter. 22 augusti 2009. http://www.dn.se/dnbok/dnbok-hem/dn-utvecklar-samarbetet-med-ne.
24. ↑  ”En halv miljon nya uppslagsböcker från NE delas ut gratis med Expressen och DN!”. Kunskapsbloggen. Nationalencyklopedin. 21 augusti 2009. Arkiverad från originalet den 7 november 2009. https://web.archive.org/web/20091107025955/http://www.kunskapsbloggen.se/2009/08/21/en-halv-miljon-nya-uppslagsbocker-fran-ne-delas-ut-gratis-med-expressen-och-dn/.
25. ↑  "NE i tjugo band". Arkiverad 14 juli 2014 hämtat från the Wayback Machine. Kunskapsbutiken.se, 2012. Läst 9 juni 2014.
26. ↑  NE (2015-09-24): "NE förvärvar Norstedts ordböcker". mynewsdesk.com. Läst 4 oktober 2015.
27. ↑  Matilda Källén/TT (2015-09-24): "NE köper Norstedts ordböcker". gp.se. Läst 4 oktober 2015.
28. ↑  ne.se (2015-09-24): "ne.se i/på Bok & Bibliotek, Svenska Mässan". facebook.com. Läst 4 oktober 2015.
29. ↑  ”Vår historia”. Nationalecyklopedin AB. https://www.ne.se/info/om-oss/. Läst 27 april 2021.
30. ↑  "NE Sverige AB – Ekonomi". Solidinfo.se. Läst 26 april 2021.